# Lege artis
Lege artis (też jako de lege artis) – zwrot łaciński oznaczający według reguł sztuki, wykonywany według wszelkich zasad sztuki. Zwrot ten określa postępowanie odpowiadające uznanym regułom i prowadzone przy zastosowaniu doświadczenia oraz umiejętności zarówno technicznych, jak i personalnych. 
Określenie to ma znaczenie dla określenia odpowiedzialności prawnej, zwłaszcza tych osób, które wykonują wolny zawód (lekarz, adwokat, farmaceuta itd.). Następuje poprzez odpowiedź na pytanie, czy lekarz, adwokat, farmaceuta itp. postąpił zgodnie z regułami sztuki (de lege artis). Potocznie postępowanie niezgodne z lege artis bywa określane jako „błąd w sztuce”.